# Osvaldo Fattori
Osvaldo Fattori   (San Michele Extra, 22 de juny de 1922 - Milà, 27 de desembre de 2017) fou un futbolista italià de les dècades de 1940 i 1950.
Fou 4 cops internacional amb la selecció de futbol d'Itàlia amb la qual participa al Mundial de 1950 i un cop internacional amb la selección d'Itàlia B.
Pel que fa a clubs, destacà a Vicenza Calcio, UC Sampdoria i Inter de Milà.